# 天主教聖路易斯教區
天主教聖路易斯教區（拉丁語：Dioecesis Sancti Ludovici in Argentina）是阿根廷一個羅馬天主教教區，屬庫約的聖胡安總教區。
教區於1934年4月20日成立。位於聖路易斯省，2010年時有365,000名教友（佔轄區總人口94.8%）、47個堂區和74名司鐸。現任教區主教為加俾額爾·伯爾納鐸·巴爾巴，榮休主教為喬治·類斯·洛納和伯多祿·但尼爾·馬丁內斯-佩雷阿。